# Målrobot
En målrobot är en obemannad luftfarkost vars syfte är att efterlikna ett fientligt flygplan eller en fientlig robot under övning.
Den mest avancerade formen av målrobotar är uttjänta jaktflygplan eller liknande som byggts om för att kunna fjärrstyras. Sådana målrobotar är dyra och används nästan uteslutande som mål vid provskjutningar av nya luftvärnsrobotar eller jaktrobotar för att kunna utvärdera vapenverkan.
En billigare variant är att bygga om någon form av robotvapen, ofta gamla sjömålsrobotar eller kryssningsrobotar, till målrobotar. Det kan också vara robotar som från början är byggda som just målrobotar.
Den enklaste varianten är radiostyrda flygplan med en radartransponder. Sådana målrobotar är ofta mindre än de mål de ska efterlikna vilket gör dem svårare att träffa.

## Bilder

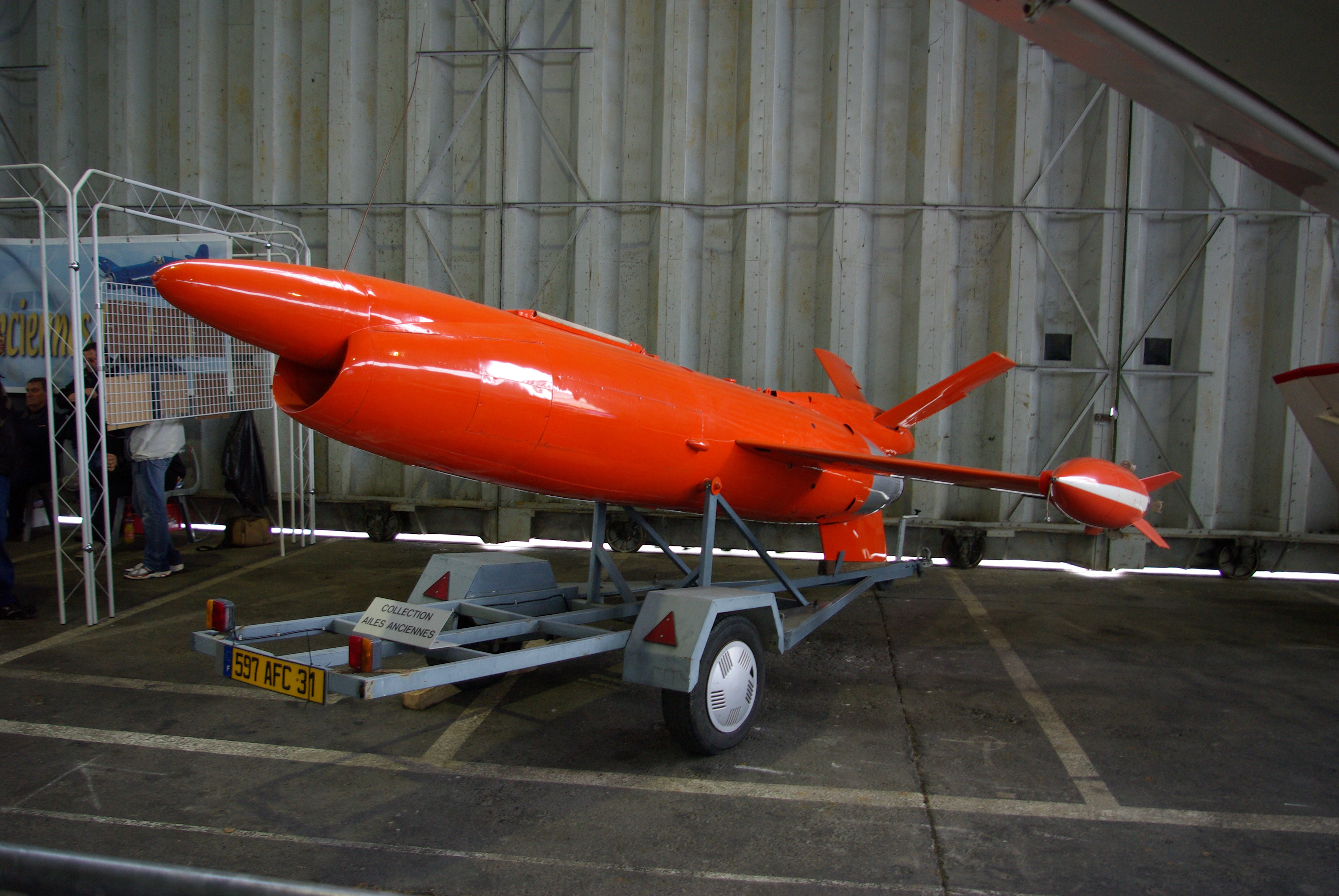
Den franska målroboten CT 20, i Sverige kallad Robot 02.
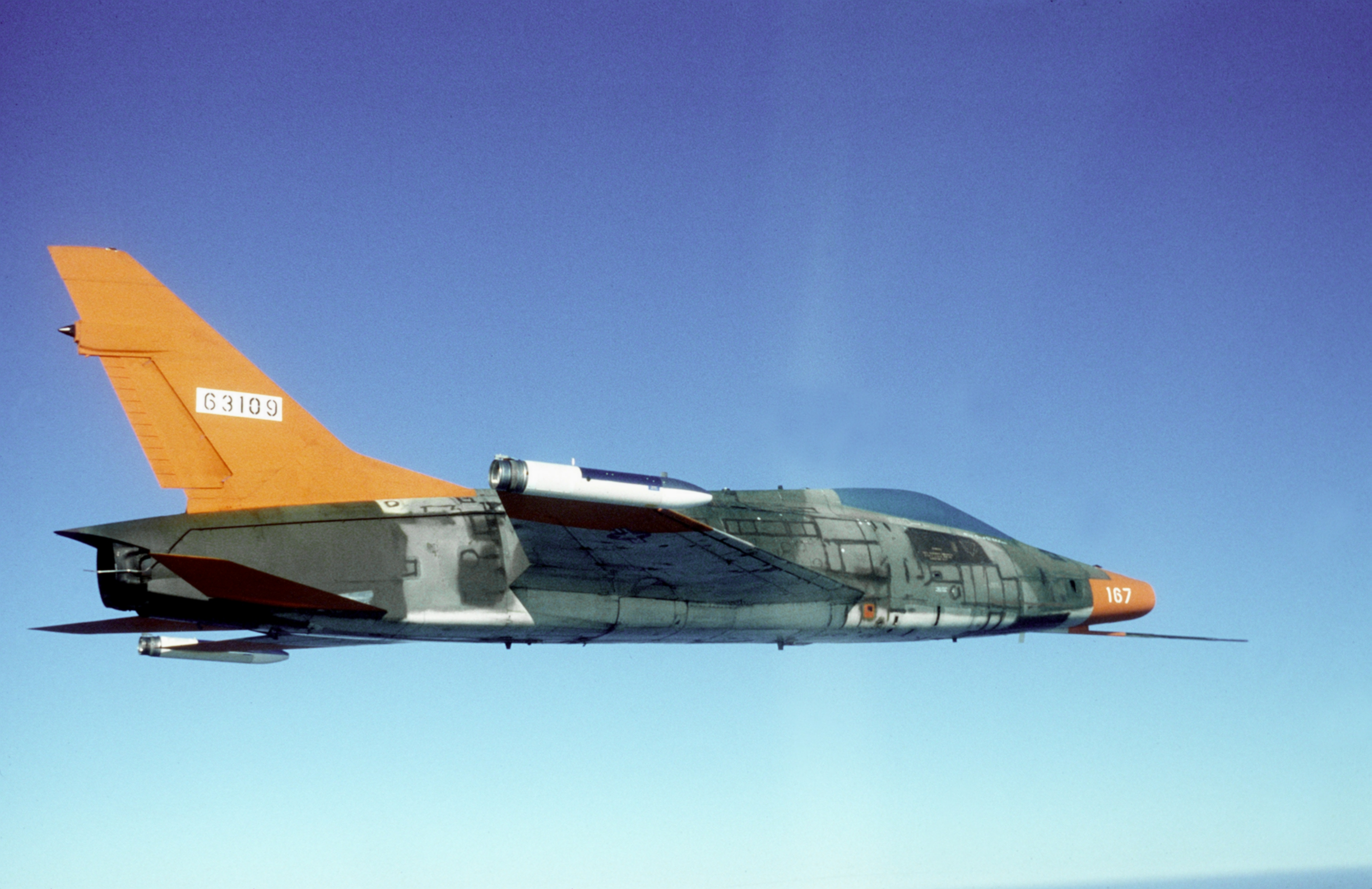
En F-100 Super Sabre ombyggd till målroboten QF-100D.
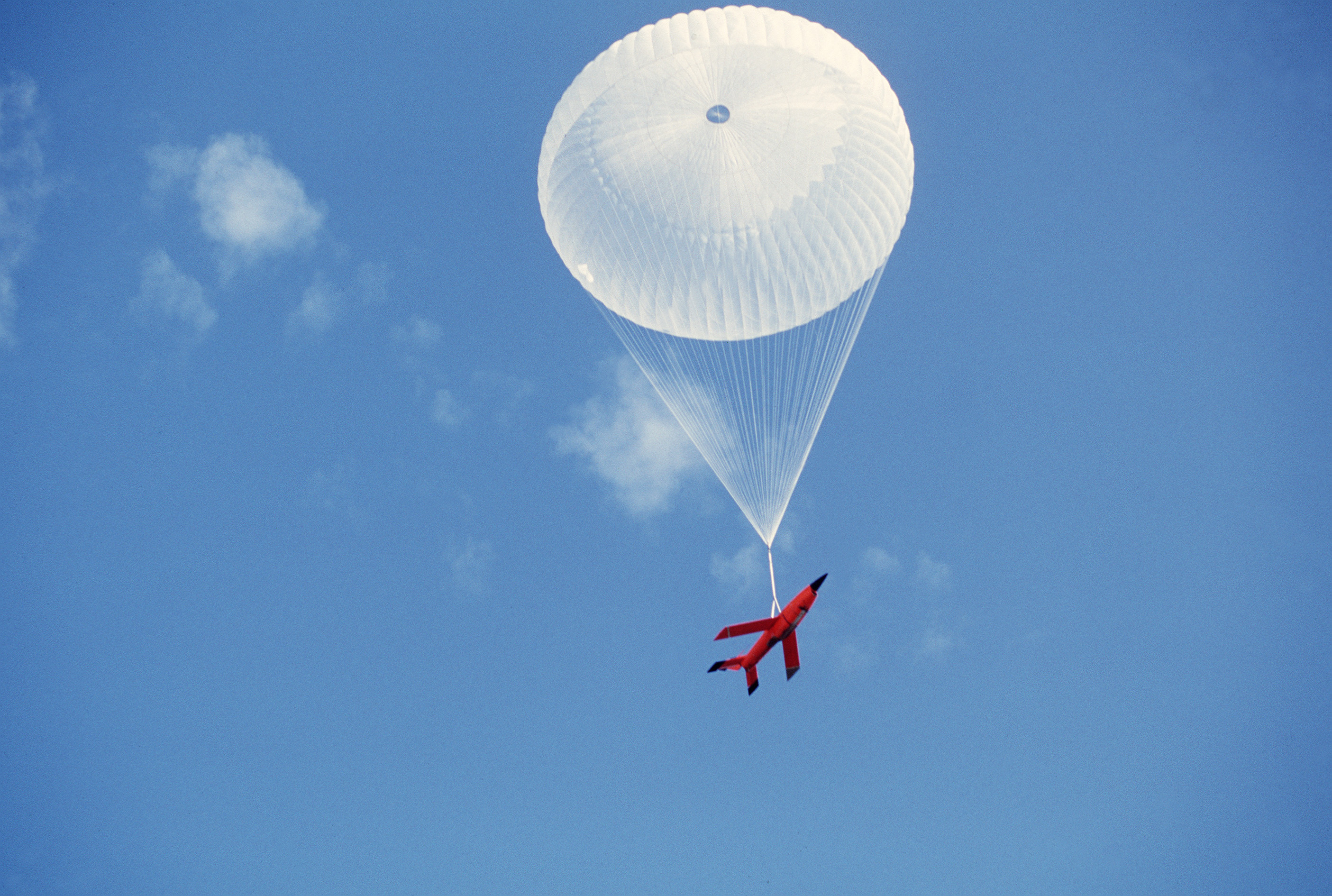
En AQM-34 Firebee som överlevt sitt uppdrag landar i fallskärm.
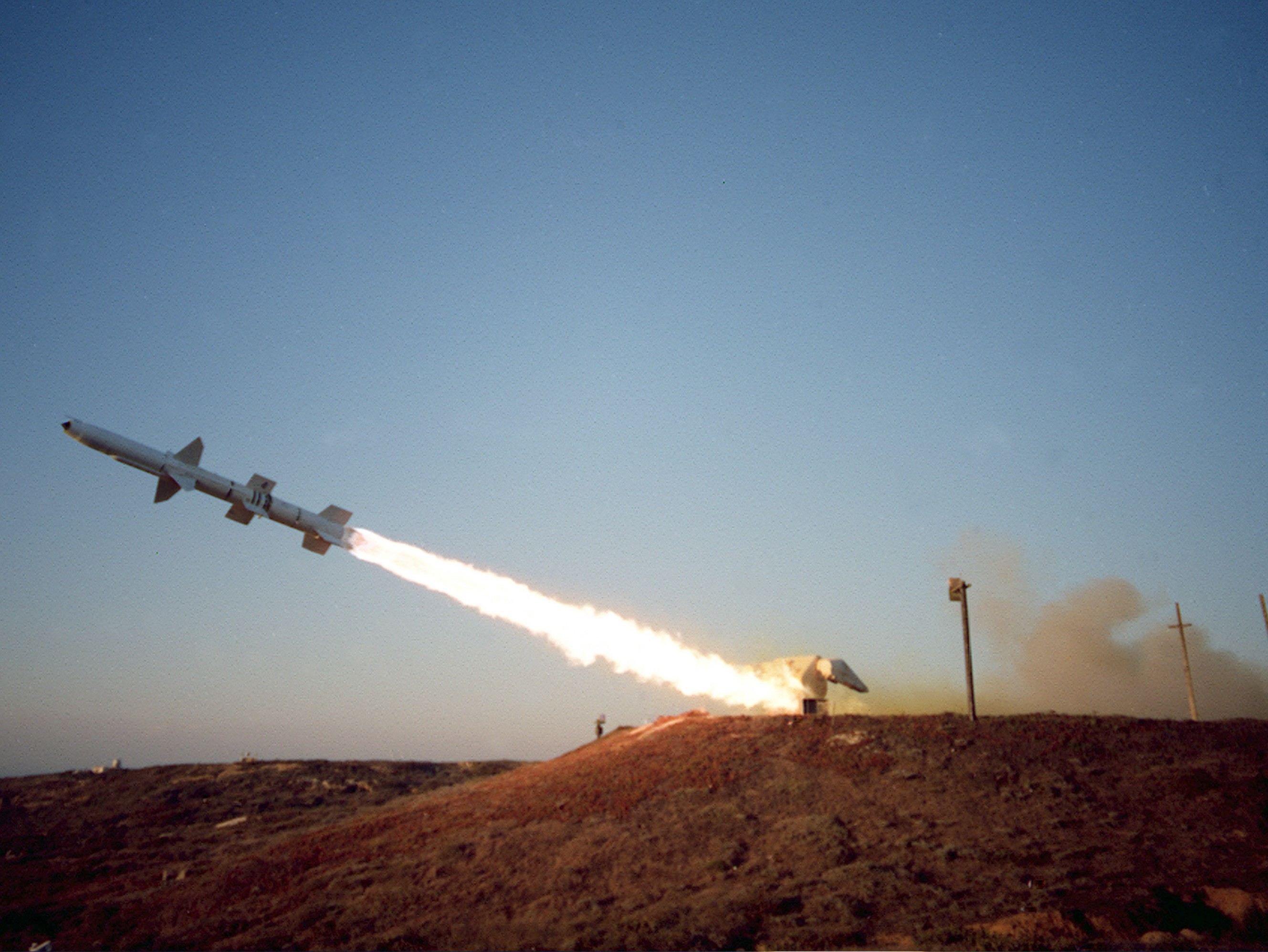
MQM-8G Vandal är en före detta luftvärnsrobot som används för att efterlikna sovjetiska sjömålsrobotar.